# Minerva-Riffe

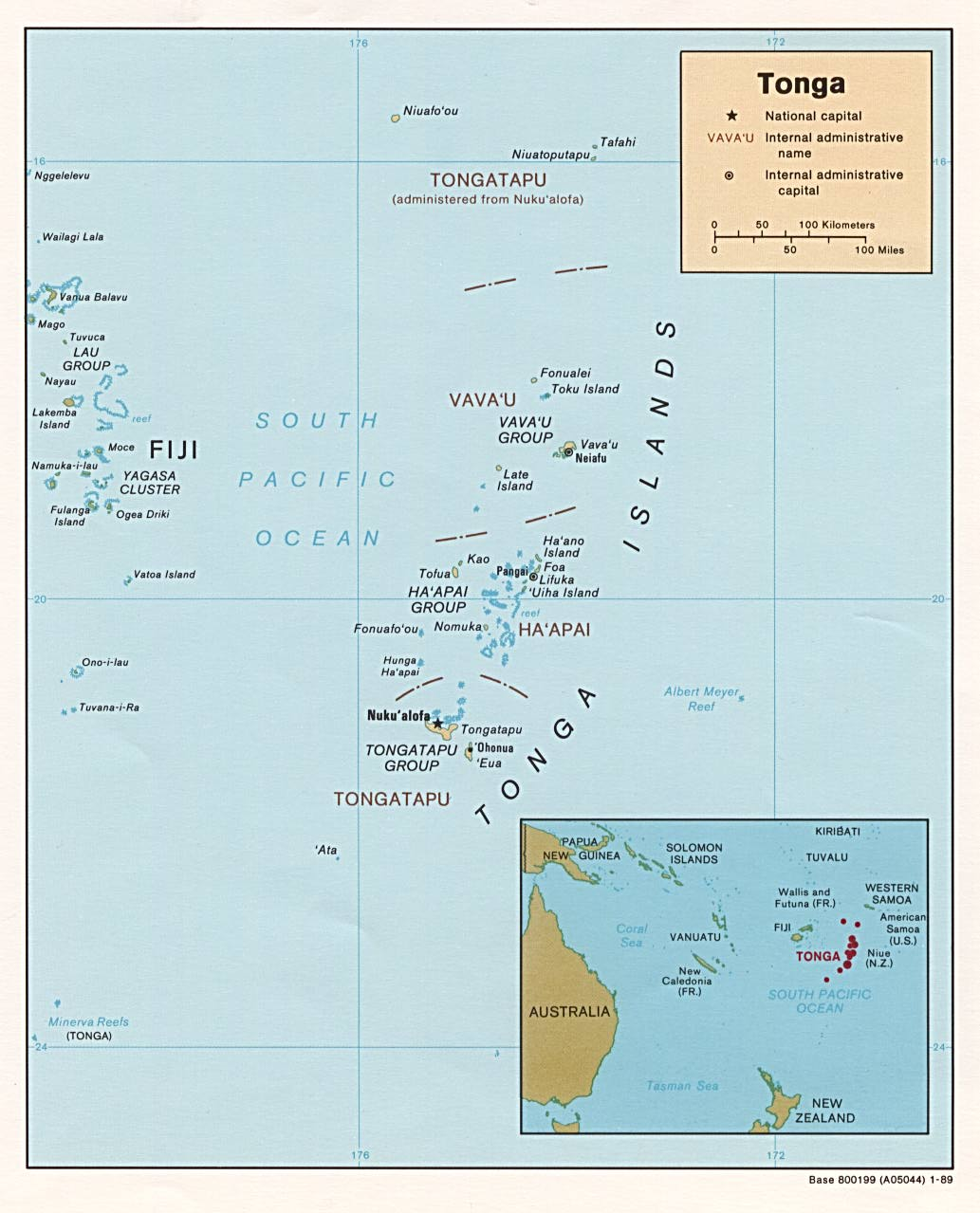
Karte von Tonga, die beiden Minerva-Riffe unten links am Rand

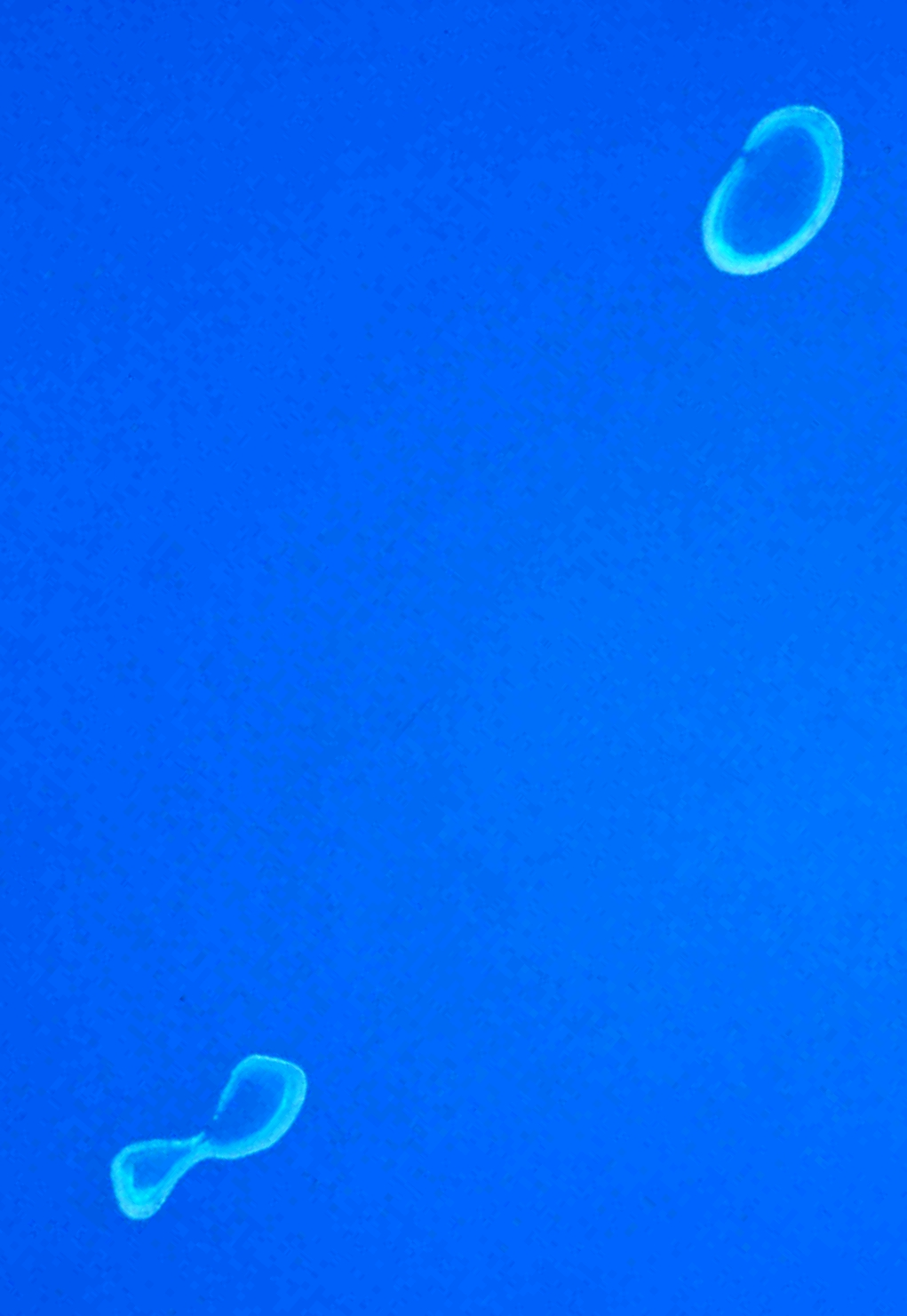
NASA-Bild der Minerva-Riffe

Die Minerva-Riffe (tongaisch Ongo Teleki, alter Name: englisch Nicholson´s Shoal, englisch Minerva Reefs) sind zwei atollähnliche Korallenriffe im südlichen Pazifischen Ozean, die von Tonga und Fidschi beansprucht werden. Die Minerva-Riffe sollten nicht verwechselt werden mit dem Minerve-Riff (französisch Recif de la Minerve), einer Unterwasser-Formation im Tuamotu-Archipel.

## Geographie
Die Minerva-Riffe liegen rund 485 km südwestlich von Tongatapu (Tonga), 200 km südwestlich der südlichsten (und gleichzeitig westlichsten) Tonga-Insel 'Ata und etwa 300 km südlich von Ono-i-Lau (Fidschi). Die Riffe bilden die südlichsten und gleichzeitig westlichsten zu Tonga gehörigen Gebiete. Ihren Namen erhielten die Riffe vom Walfänger Minerva, der 1829 am südlichen Riff strandete. Die Riffe liegen an den entgegengesetzten Enden eines untermeerischen Plateaus mit Tiefen zwischen 550 und 1100 Metern, das sich über eine Länge von 45 km erstreckt.
Die Minerva-Riffe sind Atolle im Entstehungsprozess und haben sich seit 1916 um einen Meter gehoben. Die höchsten Stellen des Saumriffs ragen bei mittlerem Tidenhub bereits aus dem Meer, lediglich bei Hochwasser liegen die Riffe noch größtenteils unter der Wasseroberfläche. Die Atolle weisen jedoch (noch) keine Inseln auf. Die beiden Riffe liegen etwa 30 Kilometer voneinander entfernt. Das Nord-Minerva-Riff (bei 23° 38′ S, 178° 55′ W) hat eine leicht elliptische Form mit einem Durchmesser von etwa 6,8 km, das Süd-Minerva-Riff (bei 23° 56′ S, 179° 8′ W) weist mit zwei direkt aneinander liegenden Riffen die Form einer „8“ auf. Da die Atolle bei Flut überspült sind, gibt es noch keine terrestrische Vegetation, allerdings sind sie ein Rastplatz für zahlreiche Seevögel.
Das nördliche Riff bildet bis auf eine einzige Passage im Nordwesten einen geschlossenen Ring. Die tiefe und 350 Meter breite Passage ermöglicht Schiffen, in die Lagune einzufahren und dort in 27 Meter Tiefe auf sandigem Untergrund zu ankern.
Das südliche Riff ist ein Doppelatoll mit zwei Lagunen. Es erstreckt sich über eine Gesamtlänge von 7,7 km. Auf der Westseite liegen große Korallenblöcke, die fast einen Meter über den Meeresspiegel aufragen. Es ist wegen einer seichteren Passage (nur in die nördliche Lagune) und wegen zahlreicher Korallenstöcke weniger als Ankerplatz geeignet. An der Westseite besteht nördlich der Nahtstelle der beiden Atollteile in der Herald Bight eine geschützte Ankermöglichkeit in Tiefen zwischen 18 und 37 Metern.

## Geschichte
Den Namen Minerva Riffe erhielten die beiden Korallenformationen von Captain Henry Mangles Denham von dem Forschungsschiff HMS Herald. Denham erkundete und kartierte die Riffe im Jahr 1854. Er benannte sie nach dem Walfänger Minerva, der am 9. September 1829 um 02.00 Uhr morgens auf das südliche Riff auflief und sank. Fünfzehn Männer konnten sich mit einem völlig überladenen Beiboot auf die Insel Vatoa retten.
Seit ihrer Entdeckung verunglückten zahlreiche Schiffe an den Riffen, unter anderem die Tuaikaepau, die am 7. Juli 1962 auf Süd-Minerva strandete. Die Besatzung musste unter erbärmlichen Bedingungen über drei Monate auf Hilfe warten, mehrere Menschen starben. In die Schlagzeilen kamen die Riffe noch einmal im Jahr 1972, als dort die Republik Minerva, eine Mikronation, ausgerufen wurde. Die Republik hielt sich nur wenige Monate, bis das Königreich Tonga die Riffe besetzte.
Dass Tonga Anspruch auf die Minerva-Riffe erhebt, wurde zwar im September 1972 vom South Pacific Forum offiziell anerkannt, jedoch erhebt auch Fidschi weiterhin Anspruch. Tonga nennt die Riffe tongaisch Ongo Teleki ‚Minerva-Riffe‘, tongaisch Teleki Tokelau ‚nördliches Riff‘ und tongaisch Teleki Tonga ‚südliches Riff‘. Eine frühere temporäre Inbesitznahme fand durch die US-Marine im Zweiten Weltkrieg statt. Sie baute zwei mittlerweile verfallene Leuchttürme.